# Spicara alta
Spicara alta is een straalvinnige vissensoort uit de familie van picarellen (Centracanthidae). De wetenschappelijke naam van de soort is voor het eerst geldig gepubliceerd in 1917 door Osório.